# Pablo Fornals
Pablo Fornals (Castellón de la Plana, 1996. február 22. –) spanyol válogatott labdarúgó, a Real Betis játékosa.

## Pályafutása

### Klubcsapatokban
Fornals felnőtt labdarúgó-pályafutását a Málaga fiókcsapatának számító spanyol negyedosztályú Atlético Malagueñonál kezdte. A Málaga színeiben 2015. szeptember 26-án mutatkozott be egy Real Madrid elleni bajnoki mérkőzésen. 2017 és 2019 között a szintén spanyol élvonalbeli Villarreal csapatában futballozott; hetven bajnoki mérkőzésen öt gólt szerzett. 2019 nyarán szerződtette őt a Premier League-ben szereplő West Ham United csapata, ahol 2023-ban UEFA Európa Konferencia Liga-győztes lett.
2024 február elején a spanyol Real Betis 2029. június 30-ig szóló szerződést kötött vele.

### Válogatott
Többszörös spanyol utánpótlás válogatott, tagja volt a 2019-es U21-es labdarúgó-Európa-bajnokságon aranyérmes spanyol válogatottnak. A spanyol labdarúgó-válogatottban 2016. május 29-én debütált egy Bosznia-Hercegovina elleni barátságos mérkőzésen.

## Sikerei, díjai

### Klub
- West Ham United
  - UEFA Konferencia Liga: 2022–23[4]

### Válogatott
- Spanyolország U21
  - U21-es labdarúgó-Európa-bajnokság: 2019